# Damianópolis
Damianópolis là một đô thị thuộc bang Goiás, Brasil. Đô thị này có diện tích 415,349 km², dân số năm 2007 là 3028 người, mật độ 7,3 người/km².